# Темна ніч
«Темна ніч» (рос. Тёмная ночь)— лірична пісня, написана композитором Микитою Богословським та поетом Володимиром Агатовим у 1943 році для фільму «Два бійці».
Пісня набула величезної популярності і стала в СРСР однією з найулюбленіших і найвідоміших пісень, створених під час Великої Вітчизняної війни.
За результатами проведеного в 2015 році журналом «Російський репортер» соціологічного дослідження, текст пісні посів 25-е місце в топ-100 найпопулярніших у Росії віршованих рядків, що включає, серед іншого, російську та світову класику.

## Історія створення
Зйомки фільму проходили під час евакуації в Ташкенті.
У режисера Леоніда Лукова не виходило переконливо зняти кадр із написанням солдатом листа. Після безлічі невдалих спроб йому несподівано спало на думку думка, що допомогти вирішити цю сцену могла б пісня. Луков звернувся до Микити Богословського, який сів за рояль та практично одразу запропонував мелодію. Після цього вони пішли до Агатова, який також досить швидко написав на неї текст. Тут же серед ночі був збуджений Марк Бернес, і незабаром фонограма пісні була готова, а наступного дня епізод був знятий. Головний герой фільму Аркадій Дзюбін у виконанні Марка Бернеса співає цю пісню під гітару вночі, під час дощу, у фронтовій землянці з дахом, що протікає.

## Текст
Тёмная ночь, только пули свистят по степи,

Только ветер гудит в проводах, тускло звёзды мерцают.

В тёмную ночь ты, любимая, знаю, не спишь,

И у детской кроватки тайком ты слезу утираешь.

Как я люблю глубину твоих ласковых глаз,

Как я хочу к ним прижаться сейчас губами!

Тёмная ночь разделяет, любимая, нас,

И тревожная, чёрная степь пролегла между нами.

Верю в тебя, в дорогую подругу мою,

Эта вера от пули меня тёмной ночью хранила…

Радостно мне, я спокоен в смертельном бою,

Знаю встретишь с любовью меня, что б со мной ни случилось.

Смерть не страшна, с ней встречались не раз мы в степи.

Вот и теперь надо мною она кружится.

Ты меня ждёшь и у детской кроватки не спишь,

И поэтому, знаю, со мной ничего не случится.

### Переклад
Темна ніч, тільки кулі свистять у степу,

Тільки вітер гуде у дротах, тьмяно зірки мерехтять.

Темної ночі ти, кохана, знаю, не спиш,

І біля дитячого ліжечка потай ти сльозу втираєш.

Як я люблю глибину твоїх лагідних очей,

Як я хочу до них пригорнутися зараз губами!

Темна ніч розділяє, кохана, нас,

І тривожний, чорний степ проліг поміж нами.

Вірю в тебе, любу подругу мою,

Ця віра від кулі мене темної ночі зберігала.

Радісно мені, я спокійний у смертельнім бою,

Знаю, зустрінеш з любов'ю мене, хоч би що зі мною не трапилося.

Смерть не страшна, з нею не раз зустрічалися ми в степу.

От і тепер наді мною вона кружляє.

Ти мене чекаєш і біля дитячого ліжечка не спиш,

І тому, знаю, зі мною нічого не трапиться.